# Stern John
Stern John (Tunapuna, 30 oktober 1976) is een voetballer uit Trinidad en Tobago. John is 185 cm groot en 82 kg zwaar. Hij is na Dwight Yorke de bekendste voetballer uit Trinidad en Tobago. Samen met Yorke vormde hij de voorhoede van Trinidad & Tobago bij het WK 2006 waar het team onder leiding van bondscoach Leo Beenhakker uitkwam tegen Paraguay, Engeland en Zweden.
John heeft in clubcompetities 99 keer gescoord. In internationaal verband heeft John nu 64 keer gescoord in 91 wedstrijden. Zijn totaal komt daardoor op 163 doelpunten. Ook is hij topscorer voor het nationaal team van Trinidad en Tobago.
John heeft gespeeld voor Columbus Crew, Nottingham Forest, Birmingham City, Coventry City en Derby County.